# اوفوک بایراکتار
اوفوک بایراکتار (زادهٔ ۱۲ سپتامبر ۱۹۸۱، استانبول، ترکیه) هنرپیشه اهل ترکیه می‌باشد.

## پیشه
اوفوک بعد از فارغ‌التحصیلی از دبیرستان در دانشکده گورسوی، مصمم گردید که به دانشگاه نرود و در قهوه‌خانه فیروزاغا که پدر او جواهر بایراکتار در جهانگیر آن را مدیریت می‌نمود، آغاز به کار کرد. سپس در همان مکان از جانب زکی دمیرکوبوز پیدا شد و در فیلم‌های اتاق انتظار و در فیلم سرنوشت این کارگردان نقش آفرینی نمود. او بعدها در فیلم‌های اقلیم های نوری بیلگه جیلان، تخم مرغ سمیه کاپلان اوغلو، هشت روز علی جمال شان و جدایی فئو آلاداغ نقش آفرینی کرد. اوفوک با مروه بایراکتار ازدواج نمود و حاصل ازدواج آنان پسری به نام افه جواهیر شد. اوفوک در سال ۲۰۱۸ بعد از یک محاکمه درازای به علت درگیری با اسلحه غیرمجاز که ۱۱ سال قبل ارثی بود، به ۶ ماه زندان محکوم گردید.